# Ambroise-Louis Garneray
Ambroise Louis Garneray, född den 19 februari 1783 i Paris, död där den 11 september 1857, var en fransk marinmålare. Han var son till Jean François Garneray. 
Garneray var faderns lärjunge. Hans längtan efter äventyr förde honom till Indien. Han fick vara med om skeppsbrott och sjöträffningar mot engelsmännen, vilka höll honom i fångenskap 1806–1814. Han blev 1833 direktör för museet i Rouen och arbetade sedermera för porslinsfabriken i Sèvres. Arbeten av honom finns i Versailles, Rouen, Marseille med flera ställen. Han utförde även en samling av akvatintagravyrer under titeln Vues des portes et côtes de la France (1815–1832).